# Abciximab
L'abciximab est une protéine constituée par le fragment Fab, (c'est-à-dire la partie d'un anticorps qui reconnaît son épitope) de l'anticorps monoclonal chimérique humain-murin 7E3 d'où son précédent nom  de c7E3 Fab) dirigé contre le  récepteur des glycoprotéines IIb/IIIa des thrombocytes. Il est utilisé en tant qu'antiagrégant plaquettaire. Il empêche la fixation du fibrinogène.

## Action
Il inhibe l'agrégation plaquettaire d'une manière dose-dépendante et rapidement réversible. Il aurait également une activité anti-inflammatoire

## Indication
Il est indiqué dans les infarctus du myocarde en cours de constitution, avant un geste de revascularisation par angioplastie coronaire. Il réduit ainsi le risque d'accident cardiaque à moyen terme mais il semble que ce résultat soit essentiellement corrélé à la réussite de l'angioplastie. 
Il s'administre en perfusion intraveineuse mais peut-être également injecté par voie intra-coronaire au cours d'une coronarographie, pour en augmenter l'efficacité biologique, mais sans supériorité démontré sur la préservation du muscle cardiaque dans les suites d'un infarctus du myocarde par rapport à la voie intra-veineuse.
L'indication de son utilisation par voie intraveineuse est qualifiée de « raisonnable » (niveau IIa) dans les recommandations américaines de 2013 sur la prise en charge de l'infarctus du myocarde à la phase aiguë.

## Molécules de la même classe
Les autres inhibiteurs des récepteurs des glycoprotéines IIb/IIIa sont l'eptifibatide et le tirofiban.